# Lil' Mo
 (mars 2019).
Si vous disposez d'ouvrages ou d'articles de référence ou si vous connaissez des sites web de qualité traitant du thème abordé ici, merci de compléter l'article en donnant les références utiles à sa vérifiabilité et en les liant à la section « Notes et références ».
Lil' Mo (née Cynthia Karen Loving le 19 novembre 1978 à Long Island, New York) est une chanteuse américaine de RnB et de hip-hop, actrice, personnalité de la radio, auteur-compositeur-interprète et productrice de disques. 
Elle a fait ses débuts sur la scène musicale en tant que protégée de Missy Elliott et a également participé à la voix de certains de ses travaux, notamment le disque Hot Boyz. Sous l'aile d'Elliott, Lil' Mo décroche un contrat avec Elektra Records et publie des disques, notamment Ta Da, Superwoman Pt. II, 4Ever, Hot Girls et son premier single 5 Minutes. En plus de son travail solo et de sa collaboration avec Missy Elliott, Lil' Mo a travaillé avec Ja Rule, avec qui elle a écrit des tubes comme les titres Put It on Me et I Cry, nommé aux Grammy Awards. Par la suite, Lil' Mo publiera quatre albums studio, onze clips vidéos et plus de quatorze singles. 

## Biographie

### Jeunesse
Née dans une famille de militaire, Loving a été élevée principalement à Long Island mais elle a également déménagé régulièrement au fur et à mesure que sa famille suivait les missions militaires de son père. Avec ses parents, l'évêque Jacob et la première dame Cynthia Loving Sr., elle a vécu au Texas, en Géorgie et en Caroline du Nord avant de s'installer à Baltimore, dans le Maryland. 

### Carrière musicale
(août 2023).

#### 1998-2001: Elektra Records etBased on a True Story
Au début de 1998, alors qu’elle soumet du matériel de démonstration à Nicole Wray sur son premier album Make It Hot, Lil' Mo reçoit un appel de Merlin Bobb, qui l’a ensuite reliée à Missy Elliott. Intriguée par la voix de Lil' Mo, Missy Elliott lui demande de se rendre immédiatement aux studios d'Elektra Records dans le New Jersey. À son arrivée, Mo signe un contrat avec Elektra et commence à travailler étroitement avec Elliott. Peu de temps après la sortie du premier album de Nicole Wray, Make It Hot en 1998, elle commence à travailler sur son premier album intitulé Based on a True Story. Entre les sessions d'enregistrement, Mo collabore sur les disques d'Elliott ou se produit dans les lieux de tournée d'Elliott. À l’automne 1998, Elektra Records diffuse son premier single, 5 Minutes sur les ondes radio.

## Discographie
- 2001 : Based on a True Story
- 2003 : Meet the Girl Next Door
- 2007 : Pain & Paper
- 2011 : P.S. I Love Me
- 2014 : The Scarlet Letter